# Antonio César Jiménez Segura

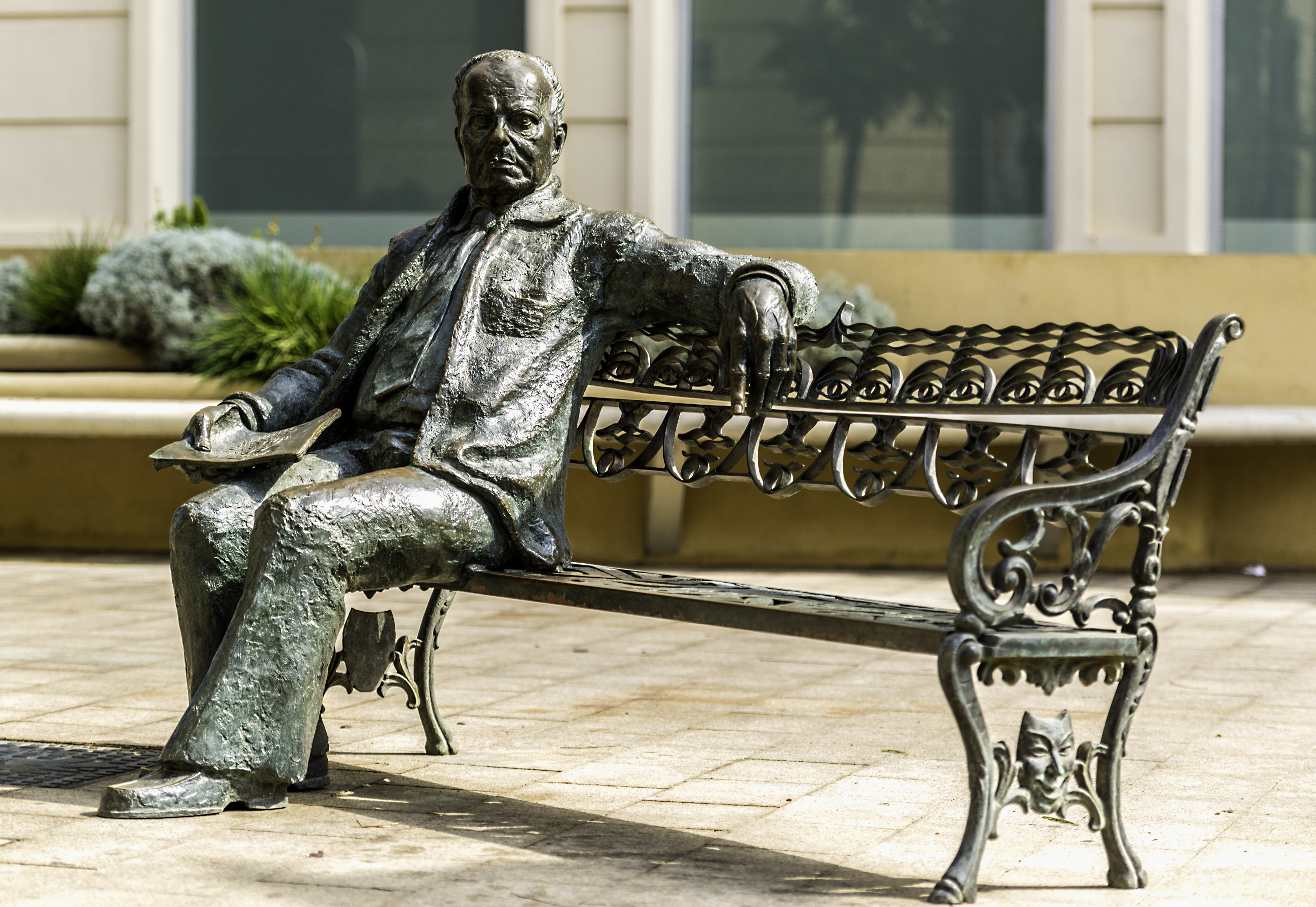
Monumento a Antonio César Jiménez Segura, obra de Mustafa Arruf (Melilla, 2007).

Antonio César Lázaro Jiménez Segura (Melilla, 13 de junio de 1936 — Madrid, 28 de septiembre de 2000) fue un actor y director de teatro español. 

## Biografía
Desde su infancia mostró gran vocación por el mundo del espectáculo, especialmente hacia el teatro. Cursó sus estudios primarios y el bachillerato, respectivamente, en el colegio de los Hermanos de las Escuelas Cristianas, “La Salle el Carmen”, y en el único Instituto de Enseñanza Media que por entonces contaba su ciudad natal.
Fundó la Agrupación Artística Tallaví (nombre dado en honor a su conciudadano y distinguido actor teatral, José Tallaví) en la década de los sesenta del siglo XX. En distintos documentos figuran años distintos respecto a su creación. En dos artículos redactados por su hermano, Amalio Jiménez, se señala los años 1965 y 1966 como fechas de la creación de la asociación cultural, mientras que en el artículo José Talaví: Actor, escrito por el propio fundador y publicado en Trápana, la Revista de la Asociación de Estudios Melilllenses, correspondiente al periodo 1989-1990, establece que fue en 1968.
Estrenó, el 5 de septiembre de 1965, en el Auditorio Carvajal, Juego de niños, obra de teatro en tres actos de Víctor Ruiz Iriarte.
César Jiménez llevó a escena decenas de obras, desde sencillos y cómicos sainetes hasta los grandes clásicos del género dramático, como La crítica del romanticismo, un poema jocoso de autor anónimo; Medea (1968), de Eurípides; Cosas de papá y mamá (1968), de Alfonso Paso; El Cuervo (1968), de Alfonso Sastre; Réquiem para un girasol (1971), de Jorge Díaz; Lisístrata (1986), de Aristófanes; Lo que nunca muere (1990), antología de la zarzuela interpretada junto a Mariano Manuel Salgado Mena, el Ballet de Pilar Muñoz y la Orquesta Sinfónica de Melilla, representada en Melilla, Alicante y Antequera; Almas que mueren (1993), de Horacio Ruiz de la Fuente (para recaudar fondos para la lucha contra la drogadicción); La Corte de Faraón (1997).

## Premios y reconocimientos
- César Jiménez fue nombrado Miembro de Honor de la Unión Nacional de Escritores de España tras su fallecimiento.[1]
- La Asamblea General de Melilla aprueba, en el año 2003, la denominación de la calle Actor César Jiménez.[8]
- La ciudad de Melilla erige la escultura Monumento a Antonio César Jiménez, situada en la calle General Chacel, obra de Mustafa Arruf, inaugurado el 28 de marzo de 2007.
- Melilla, a través de sus representantes municipales, le dedica cada año un Memorial de Teatro y un Certamen de Teatro Escolar.